# Lovligt byte
Lovligt byte (engelska: Bird on a Wire) är en amerikansk actionkomedifilm från 1990 i regi av John Badham. I huvudrollerna ses Mel Gibson, Goldie Hawn, David Carradine och Bill Duke.

## Handling
Efter att ha vittnat mot en knarkarliga har FBI-agenten Rick Jarmin (Mel Gibson) hållit sin nya identitet gömd i över 15 år, men hans identitet röjs då han plötsligt stöter han på sin gamla flickvän Marianne (Goldie Hawn). Ute efter hämnd tar skurkarna sikte på Marianne och en fartfylld resa om överlevnad startar.

## Rollista
| Mel Gibson          | – Rick Jarmin     |
| Goldie Hawn         | – Marianne Graves |
| David Carradine     | – Eugene Sorenson |
| Bill Duke           | – Albert Diggs    |
| Stephen Tobolowsky  | – Joe Weyburn     |
| Joan Severance      | – Rachel Varney   |
| Harry Caesar        | – Marvin          |
| Jeff Corey          | – Lou Baird       |
| Alex Bruhanski      | – Raun            |
| John Pyper-Ferguson | – Jamie           |
| Clyde Kusatsu       | – Mr. Takawaki    |
| Jackson Davies      | – Paul Bernard    |
| Florence Paterson   | – Molly Baird     |
| Tim Healy           | – Paul            |
| Wes Tritter         | – Scottie         |